# 中近東

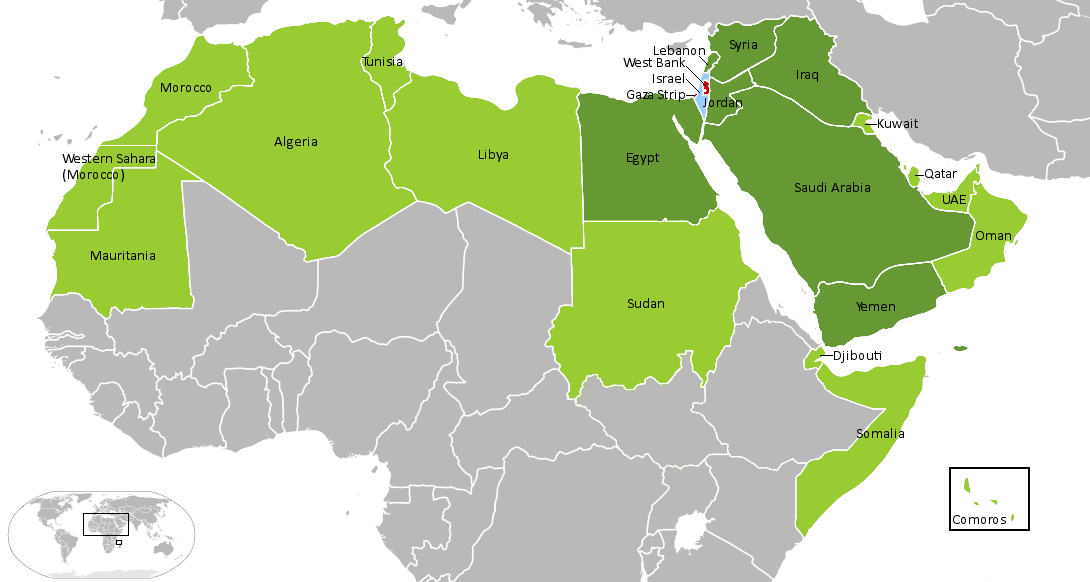

中近東（ちゅうきんとう、英: The Near and Middle East）は、中東と近東の総称である。主に19世紀においての一般的な呼称であり、「中東」の概念はオスマン帝国の崩壊を背景に19世紀から20世紀初頭に登場した。歴史的には「中東」の範囲も大きく変化しており、19世紀の後半から第一次世界大戦にかけての「近東」の概念は、第二次世界大戦後の「中東」の範囲とかなり重なる地域を指していた。

## 概念
極東・中東・近東の呼称はヨーロッパからの距離で分けられた呼称であるが、19世紀にはヨーロッパにより近い地域を「中近東（Near and Middle East）」という呼び方が一般的であった。一方、「中東」を最初に使用した人物は米国の海軍軍人アルフレッド・セイヤー・マハンで1902年のことといわれているが、その範囲は曖昧であり、厳密な定義をして用いるようになったのはイギリスの政治行政官である。 
19世紀の後半から第一次世界大戦にかけての「近東」の概念は、トルコやアラブ世界にバルカン半島を含む地域を言った。一方、「近東」と並行して用いられる場合の「中東」の概念は、第二次世界大戦後に定着したものとは大きく異なるもので、イランやコーカサス、アフガニスタン、中央アジアだけでなく、広義にはインドシナ半島やトルキスタンに至る地域を含むことがあった。
第二次世界大戦後は中東と近東の区別が曖昧になり、ニューヨーク・タイムズは同じ地域に2つの呼称を使用していたが1954年に「中東」に表現を統一した。また、アメリカも1957年のアイゼンハワー・ドクトリンで公式文書として初めて「中東」を使用し、1958年の国務省の見解で「中東」と「近東」は交換可能な用語と説明された。ただし、「中東」と「中近東」は微妙な違いがあるという指摘もある。
日本の外務省による報告書には、北アフリカからトルコ、アフガニスタンに到る国家群を「中近東」としている例がみられる。

## 国家の一覧
以下の分類は一例であり、国 - 首都の順に載せる。
- 中東および近東のどちらにも属する国
  -  イスラエル - エルサレム、テルアビブ
  -  イラク - バグダッド
  -  シリア - ダマスカス
  -  トルコ - アンカラ
  -  パレスチナ - ラマッラー、ガザ
  -  ヨルダン - アンマン
  -  レバノン - ベイルート
- 中東に属する国
  -  アラブ首長国連邦 - アブダビ
  -  イエメン - サナア、アデン（臨時首都）
  -  イラン - テヘラン
  -  エジプト[注釈 1] - カイロ
  -  オマーン - マスカット
  -  カタール - ドーハ
  -  クウェート - クウェート
  -  サウジアラビア - リヤド
  -  バーレーン - マナーマ
  - 拡大中東[注釈 2]
    -  アフガニスタン - カブール
    -  アルジェリア - アルジェ
    -  キプロス - ニコシア
    -  北キプロス - レフコシャ
    -  スーダン - ハルツーム
    -  チュニジア - チュニス
    -  西サハラ - アイウン（名目上の首都）、ティファリティ（暫定的な首都）、ティンドゥフ（事実上の首都）
    -  ジブチ - ジブチ
    -  ソマリア - モガディシュ
    -  パキスタン - イスラマバード
    -  モロッコ - ラバト
    -  モーリタニア - ヌアクショット
    -  リビア - トリポリ
- 近東に属する国
  -  アゼルバイジャン - バクー
  -  アルメニア - エレバン
  -  ジョージア - トビリシ